# Anomala boromensis
Anomala boromensis är en skalbaggsart som beskrevs av Brancsik 1910. Anomala boromensis ingår i släktet Anomala och familjen Rutelidae. Inga underarter finns listade i Catalogue of Life.